# Nordfriedhof (Halle)

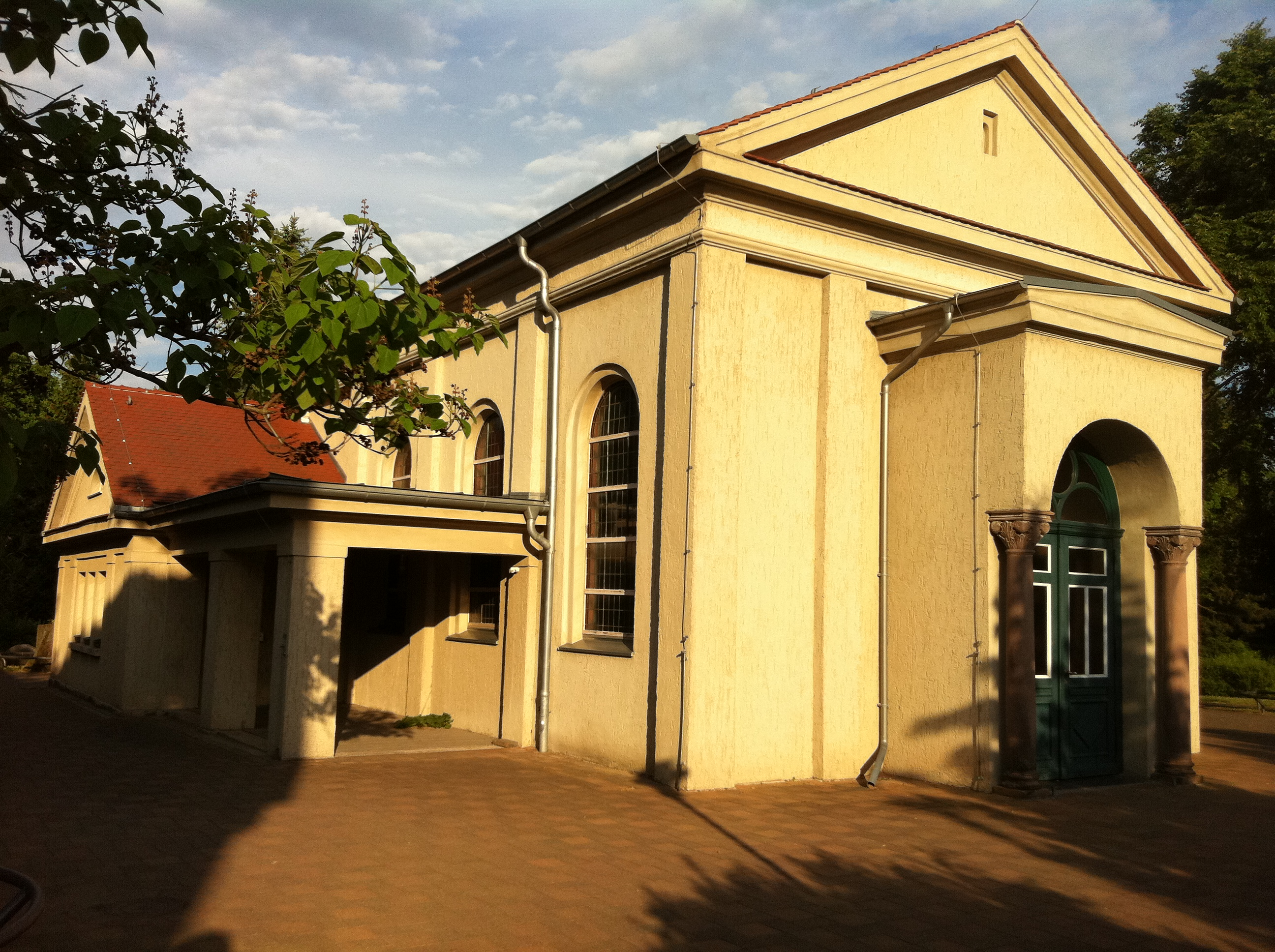
Aussegnungshalle

Der Nordfriedhof in Halle (Saale) wurde 1850 als zweiter städtischer Friedhof errichtet und befindet sich im heutigen Stadtviertel Am Wasserturm/Thaerviertel zwischen der Volkmannstraße und Hordorfer Straße im Nordwesten der Stadtmitte.
Der Friedhof ist von einer Einfriedung aus Porphyr-Bruchstein umgeben. Sie begrenzt eine ca. 14 Hektar große Friedhofsfläche, auf der sich rund 12.000 Grabstellen befinden. Auf dem Gelände steht eine 1875–1876 auf dem Grundriss eines lateinischen Kreuzes errichtete spätklassizistische Aussegnungshalle. Im Zentrum des Friedhofes befinden sich Gedenk- und Mahnmale für die Gefallenen des Deutschen Krieges von 1866 und des Deutsch-Französischen Krieges von 1870/71. Mehr als 1.000 Bäume prägen den Friedhof, darunter seltenere wie Japanische Lärchen, Ölweiden und Ginkgobäume.
Der Bildhauer Hans Dammann schuf das Grabmal für die Familiengruft der Familie Bethcke, wo auch der Bankier Ludwig Bethcke (1829–1911) als Ehrenbürger der Stadt ruht.

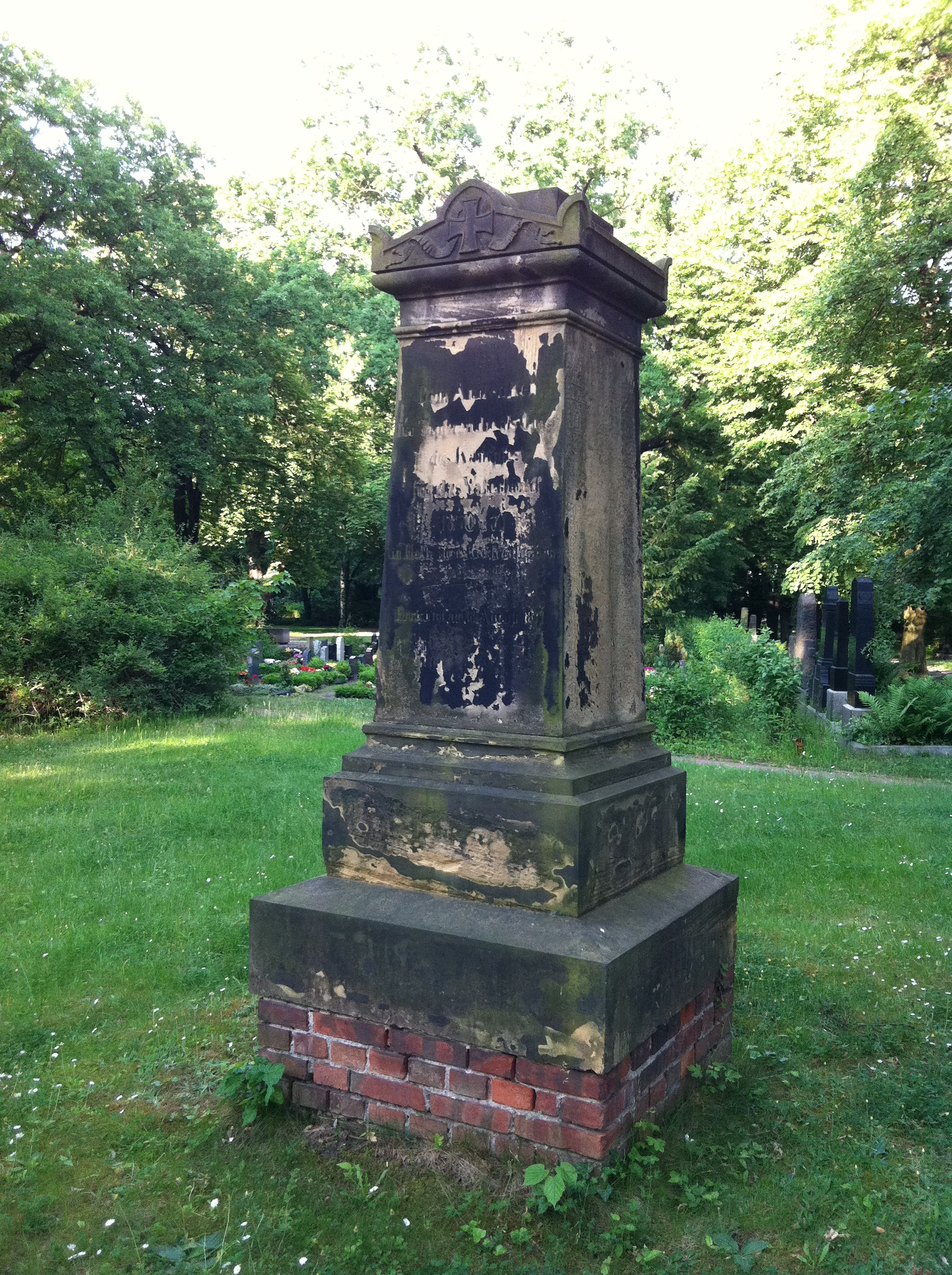
Denkmal für die Gefallenen des Krieges von 1870/71
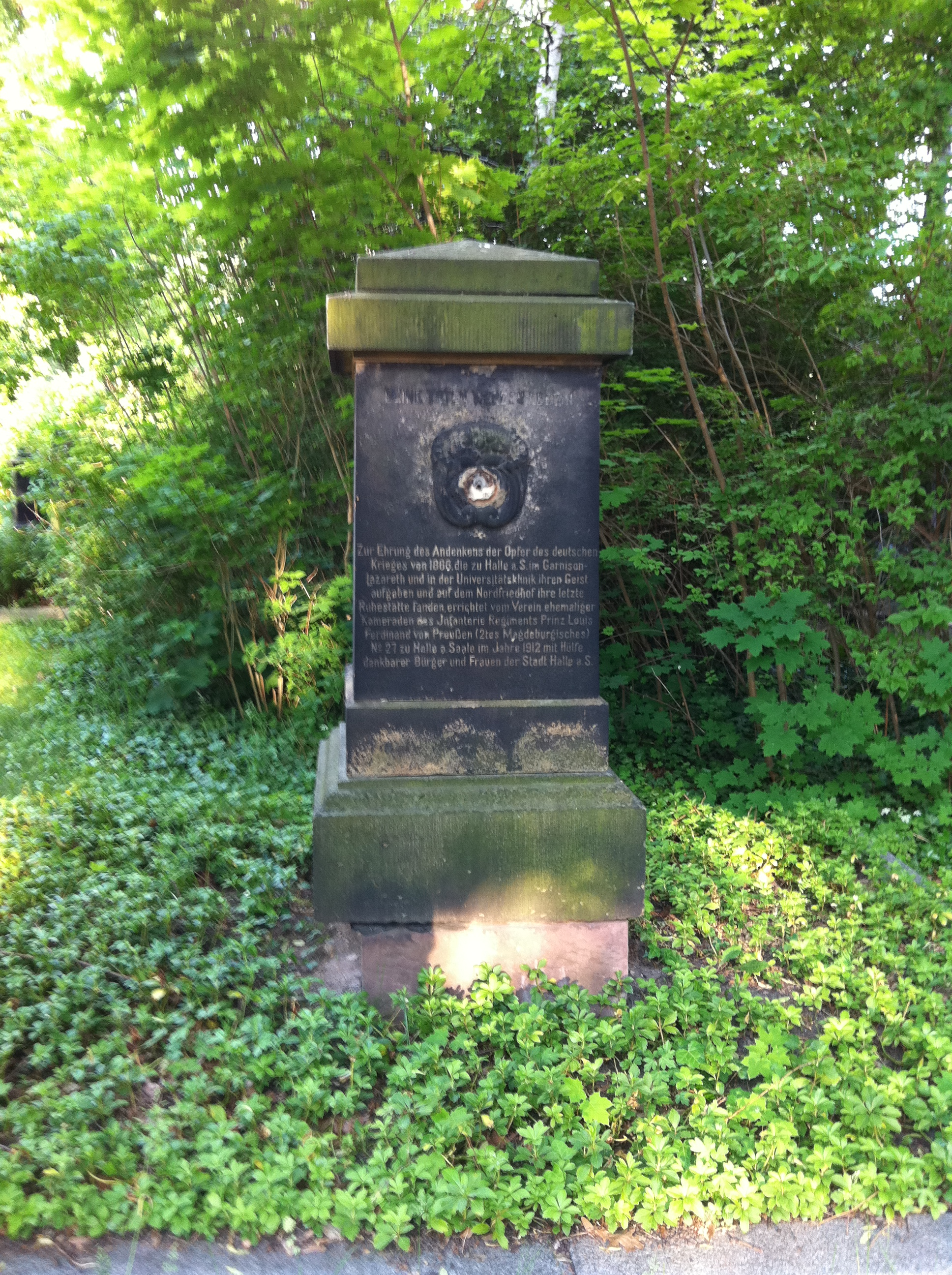
Denkmal für die Gefallenen des Krieges von 1866
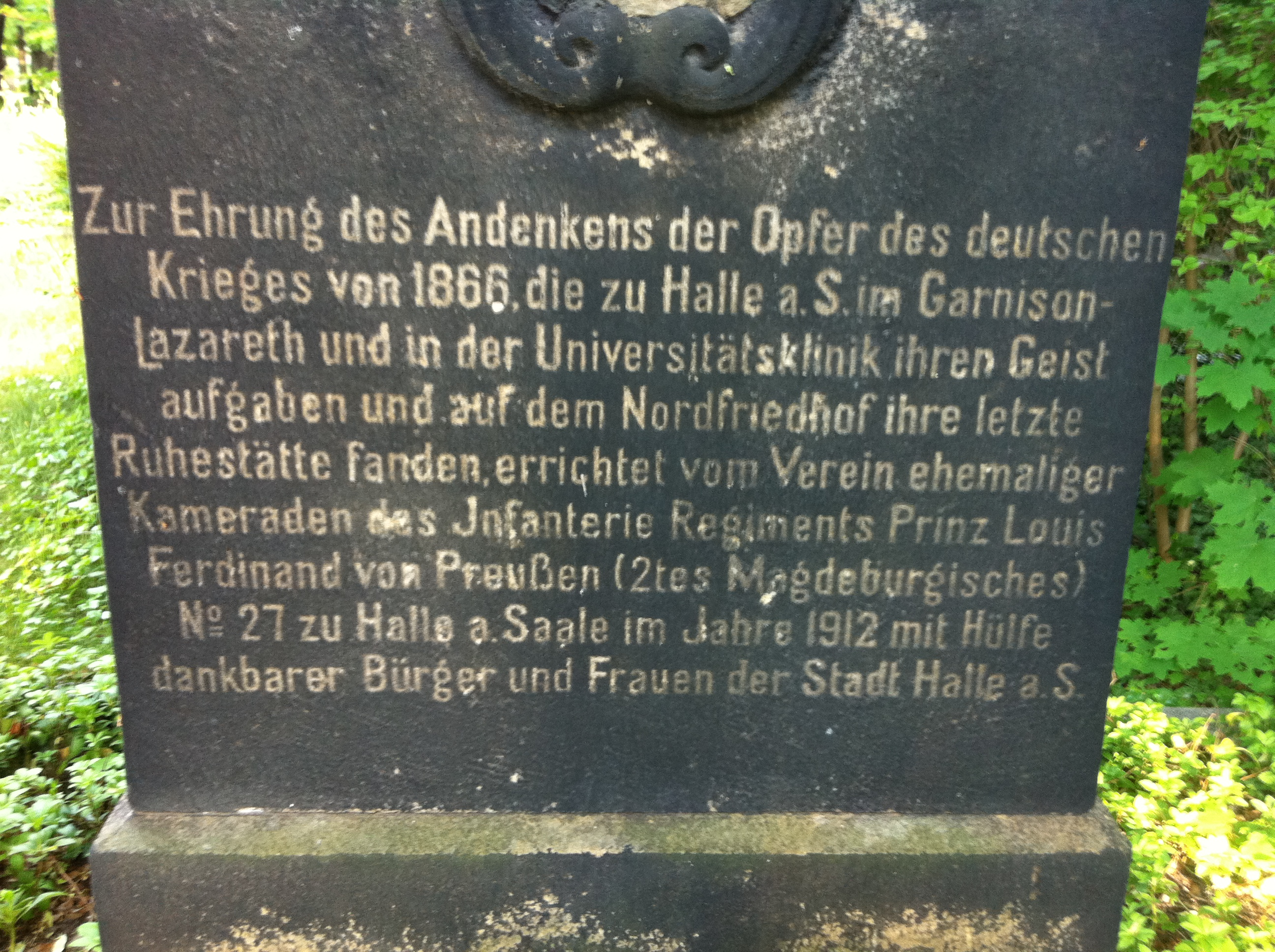
Inschrift am Denkmal für die Gefallenen des Krieges von 1866
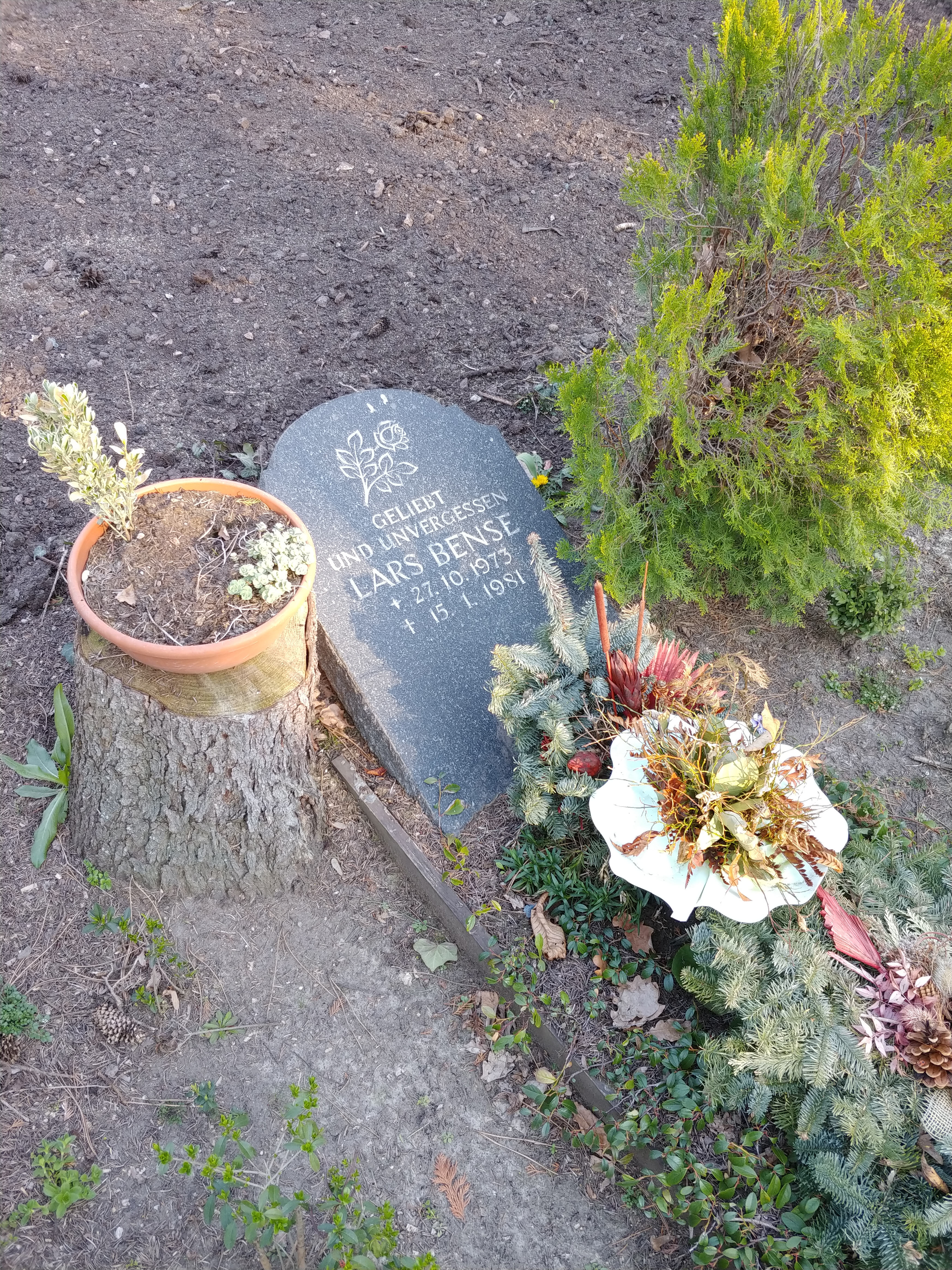
Grabstelle von Lars Bense (1973–1981), dem Opfer des Kreuzworträtselmordes
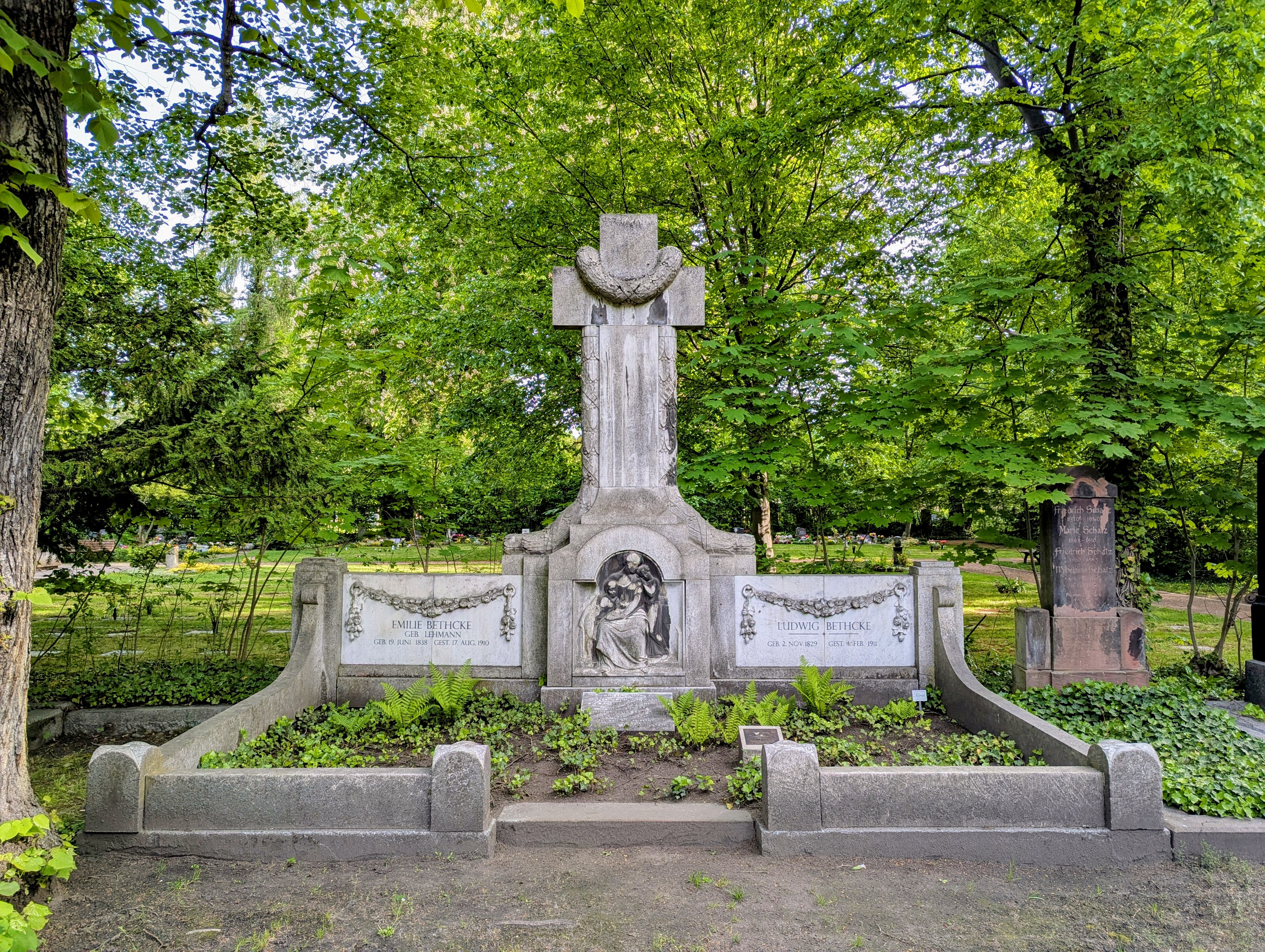
Grab der Familie Bethcke mit Ehrengrab Ludwig Bethckes

## Grabstätten bekannter Persönlichkeiten
- Lars Bense (1973–1981), Opfer des Kreuzworträtselmordes
- Wilhelm Dittenberger (1840–1906), Klassischer Philologe und Epigraphiker
- Arthur Epperlein (1919–1995), Autor und Cartoonist
- Karl Freytag (1831–1908), Zootechniker und Agrarwissenschaftler
- Albert Giese (1851–1944), Architekt (Grab aufgelassen)
- Gerhard Goebel (1839–1907), Domprediger und Konsistorialrat
- Julius Kühn (1825–1910), Agrarwissenschaftler
- Wilhelm Rocco (1819–1897), plattdeutscher Schauspieler und Schriftsteller
- Edgar Schatz (1924–2017), deutscher Radrennfahrer, DDR-Meister
- Otto Eduard Vincenz Ule (1820–1876), Naturwissenschaftler, Politiker, Gründer der Freiwilligen Feuerwehr von Halle (Saale)
- Daniel Vorländer (1867–1941), deutscher Chemiker
- Gustav Adolf Warneck (1834–1910), Theologe und Missionswissenschaftler